# 藤本茂喜
藤本 茂喜（ふじもと しげき、1964年10月7日 - ）は、高知県出身の元プロ野球選手（内野手）。

## 来歴・人物
明徳高が甲子園初出場を果たした1982年の第54回選抜高等学校野球大会では、背番号10番ながら4番打者として活躍。2回戦の箕島高戦では3安打を放つが、チームは延長14回の末サヨナラ負けを喫した。
1982年のプロ野球ドラフト会議で読売ジャイアンツから6位指名を受け入団。
一軍出場は、プロ4年目の1986年に1試合出場したのみで、1989年限りで現役を引退。
引退後は、巨人のスカウトを務め、久保裕也、矢野謙次、林昌範、岩舘学、松本哲也、吉川尚輝らを担当した。その後は、2018年までジャイアンツアカデミーのコーチを勤めた。
2019年から千葉工業大学で非常勤コーチを勤めることとなった。

## 詳細情報

### 年度別打撃成績
| 年 度     | 球 団     | 試 合 | 打 席 | 打 数 | 得 点 | 安 打 | 二 塁 打 | 三 塁 打 | 本 塁 打 | 塁 打 | 打 点 | 盗 塁 | 盗 塁 死 | 犠 打 | 犠 飛 | 四 球 | 敬 遠 | 死 球 | 三 振 | 併 殺 打 | 打 率 | 出 塁 率 | 長 打 率 | O P S |
| --------- | --------- | ----- | ----- | ----- | ----- | ----- | -------- | -------- | -------- | ----- | ----- | ----- | -------- | ----- | ----- | ----- | ----- | ----- | ----- | -------- | ----- | -------- | -------- | ----- |
| 1986      | 巨人      | 1     | 1     | 1     | 0     | 0     | 0        | 0        | 0        | 0     | 0     | 0     | 0        | 0     | 0     | 0     | 0     | 0     | 0     | 0        | .000  | .000     | .000     | .000  |
| 通算：1年 | 通算：1年 | 1     | 1     | 1     | 0     | 0     | 0        | 0        | 0        | 0     | 0     | 0     | 0        | 0     | 0     | 0     | 0     | 0     | 0     | 0        | .000  | .000     | .000     | .000  |

### 記録
- 初出場・初打席：1986年8月29日、対阪神タイガース21回戦（阪神甲子園球場） 5回表に鹿取義隆の代打、仲田幸司の前に凡退

### 背番号
- 61 （1983年 - 1989年）